# Scymnodalatias
Scymnodalatias es un género de escualiformes de la familia Somniosidae, conocidos como brujas. Contiene a las siguientes especies:
- Scymnodalatias albicauda - bruja de cola blanca
- Scymnodalatias garricki - bruja de las Azores
- Scymnodalatias oligodon - bruja sin dientes
- Scymnodalatias sherwoodi - bruja de Sherwood